# キング・ポーター・ストンプ
「キング・ポーター・ストンプ」(King Porter Stomp) は、ピアニストのジェリー・ロール・モートンが作曲し、1923年に最初に録音したジャズ・スタンダードの楽曲。この曲は、ジャズの発展の中で重要な役割を果たしたと考えられている。スウィング時代には、ベニー・グッドマンがこの曲を録音し、ヒットさせた。

## 歴史
ジェリー・ロール・モートンによれば、この曲が作曲されたのは1906年で、ジャズの歴史における最初の「ストンプ」であったという。モートンがこの曲を最初に録音したのは1923年で、ピアノ・ソロでの演奏であったが、この曲の著作権登録は1924年までおこなわれなかった。この年、モートンはコルネット奏者のジョー・“キング”・オリヴァーとのデュエットでの演奏を録音した。モートンが語るところでは、実際にはこの録音より20年ほど早く曲は書かれており、曲名は彼の友人で、同僚ピアニストだったポーター・キング (Porter King) にちなんで名付けられたという。S・ブラン・キャンベル（英語: Brun Campbell）によれば、モートンはこの曲の仕上げの段階で困難に陥り、助言を得るためセントルイスに住んでいたスコット・ジョプリンにこの曲を送ったとされる。
1935年7月1日、ベニー・グッドマンと彼の楽団が、フレッチャー・ヘンダーソンの編曲によって、この曲の録音をおこない、カップリング曲として「サムタイムズ・アイム・ハッピー（英語: Sometimes I'm Happy）」も吹き込んだ。このレコードは、7月31日にビクターから Victor 25090 としてリリースされ、かなりのヒットとなり、ビッグバンド時代のスタンダードとなった。このグッドマンの演奏は、当時有名だったトランペット奏者バニー・ベリガン（英語: Bunny Berigan）をフィーチャーしていた。フレッチャー・ヘンダーソンは、1920年代から1930年代はじめにかけて、自身の編曲によるこの曲の演奏を、自身の楽団でも何回か録音していた。ハリー・ジェイムスは、1939年にブランズウィック・レコードから Brunswick 8366 として、この曲をリリースした。この他にも複数のビッグバンドや、より古い伝統的なジャズのグループが、この曲を取り上げた。
1960年代後半の「宇宙時代 (space-age)」のバンドリーダーであったパトリック・ウィリアムズは、ヴァーヴから出した1968年のアルバム『Shades of Today』に、この曲を収録した。
1975年には、ギル・エヴァンスと彼の楽団が、新たな編曲によるカバーをアルバム『There Comes a Time』に収録し、トニー・ウィリアムス、デイヴィッド・サンボーン、ジョージ・アダムスらが参加した。
アメリカ合衆国のジャズ・トリオであるエアー（英語: Air）は、1979年のアルバム『Air Lore』にこの曲を収録した。